# Joan Planellas i Barnosell
Joan Planellas i Barnosell (en español: Juan Planellas y Barnosell) (Gerona, 7 de noviembre de 1955) es un sacerdote católico y teólogo español, arzobispo de Tarragona.

## Biografía
Joan Planellas nació el 7 de noviembre de 1955, en la ciudad española de Gerona, Cataluña. Vivió su infancia en Verges.
Realizó los estudios eclesiásticos en el Seminario Diocesano de Gerona (1968-1979).
Tras realizar estudios en la Pontificia Universidad Gregoriana, obtuvo la licenciatura en Teología dogmática (1979-1981) y el doctorado en Teología (2003-2004), con la tesis doctoral: La recepción del Vaticano II en los manuales de eclesiología españoles.

### Sacerdocio
Su ordenación sacerdotal fue el 28 de marzo de 1982, en la Iglesia parroquial de Santa María del Turers de Bañolas; incardinándose en la diócesis de Gerona.
Como sacerdote desempeñó los siguientes ministerios
- Vicario parroquial de Santa María dels Turers de Bañolas (1982-1983).
- Capellán castrense, durante el servicio militar en Sevilla (1983-1984).
- Vicario parroquial de Sant Martí de Palafrugell (1984-1988).
- Profesor de Teología al Seminario Diocesano de Gerona (1985-1988).[4]
- Vicario parroquial de Sant Narcís de Gerona (1988-1990).
- Director (1988-1998)[5] y profesor de Teología fundamental, Eclesiología[3] y Ministerios ordenados y laicales (1988-2019) en el Instituto de Teología (desde 1996, Instituto Superior de Ciencias Religiosas) de Gerona.
- Administrador parroquial de Grions, Gaserans y Massanes (1990-1991).
- Párroco de Navata, Lladó, Cabanellas, Espinavessa, Taravaus, Vilademires, Sant Martí Sesserres (1991-1996).[6]
- Rector del Seminario de Gerona (1996-2002).[7]
- Párroco de San Miguel de Fluviá, San Mori y Vilamacolum (1997-2019).
- Director de Revista Catalana de Teologia (2008-2019).
- Canónigo de la Catedral de Gerona (2008-2019).
- Vicedecano (2010-2015), decano (2015-2019)[8] y profesor ordinario de Teología sistemática (2010-2019) de la Facultad de Teología de Cataluña.
- Párroco del Santuario de la Fontsanta,Jafre, Garrigolas, Colomés, Foixá, Rupiá, La Salada, La Tallada y Marenyà (hasta 2019).[6]

En 2016, el papa Francisco lo nombró Misionero de la Misericordia, con ocasión del Año de la Misericordia.

### Episcopado

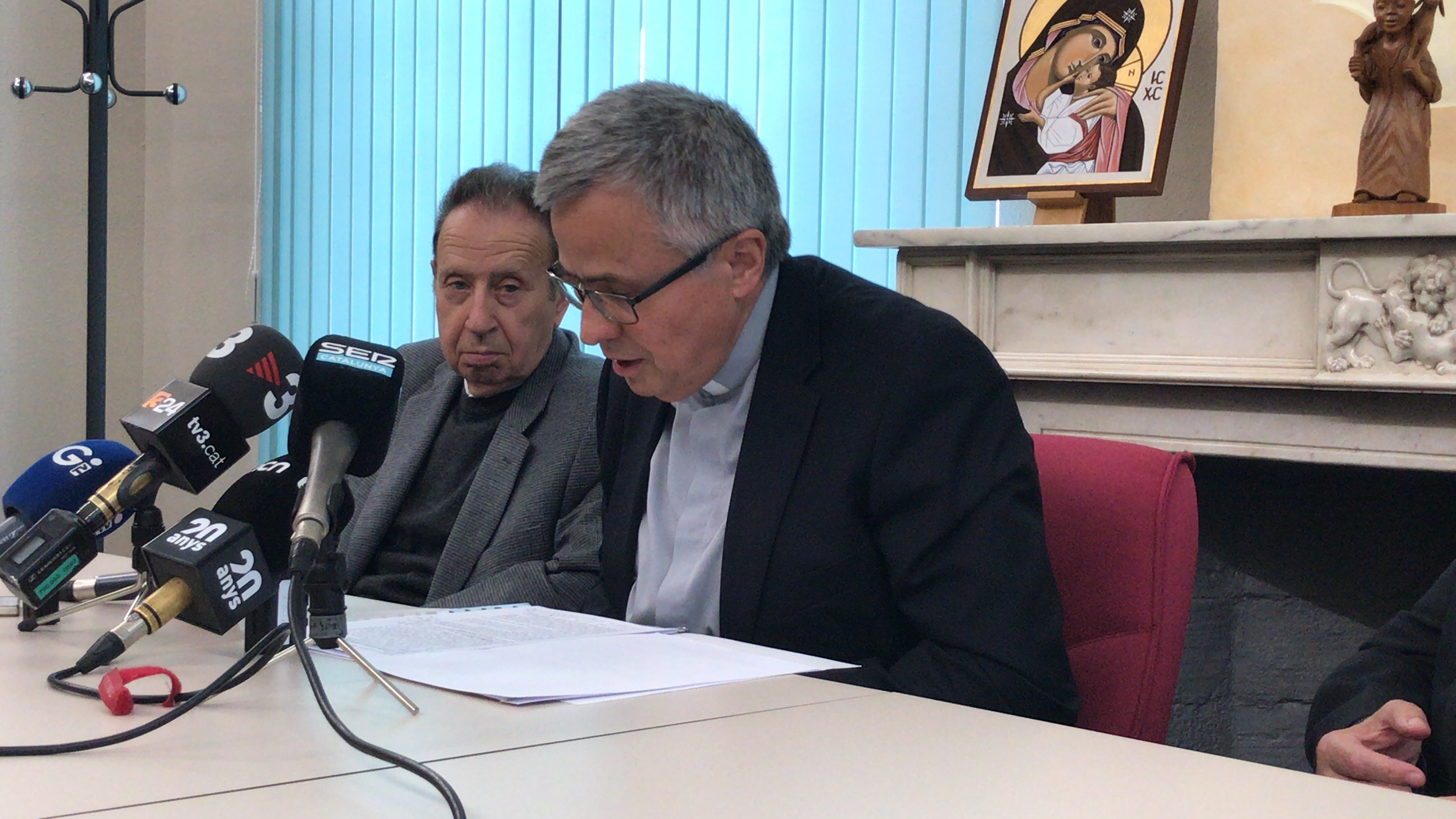
Rueda de prensa en la cual Planellas se presentó como nuevo arzobispo-primado.

El 4 de mayo de 2019, el papa Francisco lo nombró arzobispo de Tarragona y primado de las Españas.
Los partidarios de la cultura catalana y la independencia dieron la bienvenida a su nombramiento porque había rumores de que el cargo de arzobispo sería para un no catalán y porque la mitad de los obispos de Cataluña no son de la región. Un columnista vio el nombramiento como un alejamiento de una visión conservadora que estigmatiza al clero de Gerona como politizado y separatista. Así lo acreditó el arzobispo de Barcelona Juan José Omella , quien lo calificó de "valiente compromiso de la Iglesia catalana".
Fue consagrado el  8 de junio del mismo año, en la Catedral de Tarragona; a manos del cardenal-arzobispo Juan José Omella. Tomó posesión canónica el mismo día de su ordenación. Ese mismo día asumió la presidencia de la Conferencia Episcopal Tarraconense.
El 14 de mayo de 2020, mediante decreto arzobispal, constituyó la Comisión diocesana para hacer frente a los efectos de la pandemia de COVID-19, siendo conformada por laicos, religiosos y sacerdotes.
A finales de febrero de 2023, fue ingresado a un hospital debido a un cuadro leve de neumonía. Fue dado de alta el 6 marzo, por haber presentado avances en su mejoría de salud, continuando su recuperación en su domicilio.
En la Conferencia Episcopal Española es, desde marzo de 2024, miembro de la Comisión Episcopal para el Clero y Seminarios. También es miembro de la Comisión Permanente. Anteriormente, ha sido miembro de la Subcomisión Episcopal de Universidades, dentro de la Comisión Episcopal de Seminarios y Universidades (2019-2020) y miembro de la Comisión Episcopal para la Educación y Cultura (2020-2024).
En la Conferencia Episcopal Tarraconense, además de ser presidente, es miembro de la Comisión Permanente. También es presidente del Secretariado Interdiocesano de Enseñanza de la Religión en Cataluña.

## Publicaciones
Entre las diversas publicaciones que ha escrito de ámbito teológico:
- La maternidad de la Iglesia. Algunas reflexiones para la recuperación de este concepto en la Iglesia de hoy, Girona: ISCR 2000.
- Obispos, sacerdotes y diáconos. Los ministerios ordenados, Barcelona: CPL 2005. «La Trinidad y su amoroso designio creador», en Emili Marlès (ed.), Trinidad, universo, persona.[3]
- Ciencia y teología en diálogo (Col·lectània Sant Pacià, 103), Barcelona: FTC 2013, 17-47.
- La Iglesia de los pobres en el Concilio Vaticano II,[17] Barcelona: FTC 2013.
- Un comentario al Credo, Barcelona: CPL 2014.
- «¿Qué nombre para la Iglesia? El debate postconciliar », a RCatT 40/2 (2015) 373-424.2.
- «Las lecciones de las reformas eclesiales. Verdadera y falsa reforma», a RCatT 42/2 (2017) 375-425.